# Elaphocordyceps subsessilis
Elaphocordyceps subsessilis är en svampart som först beskrevs av Petch, och fick sitt nu gällande namn av G.H. Sung, J.M. Sung & Spatafora 2007. Elaphocordyceps subsessilis ingår i släktet Elaphocordyceps och familjen Ophiocordycipitaceae.   Inga underarter finns listade i Catalogue of Life.